# Heiligendamm

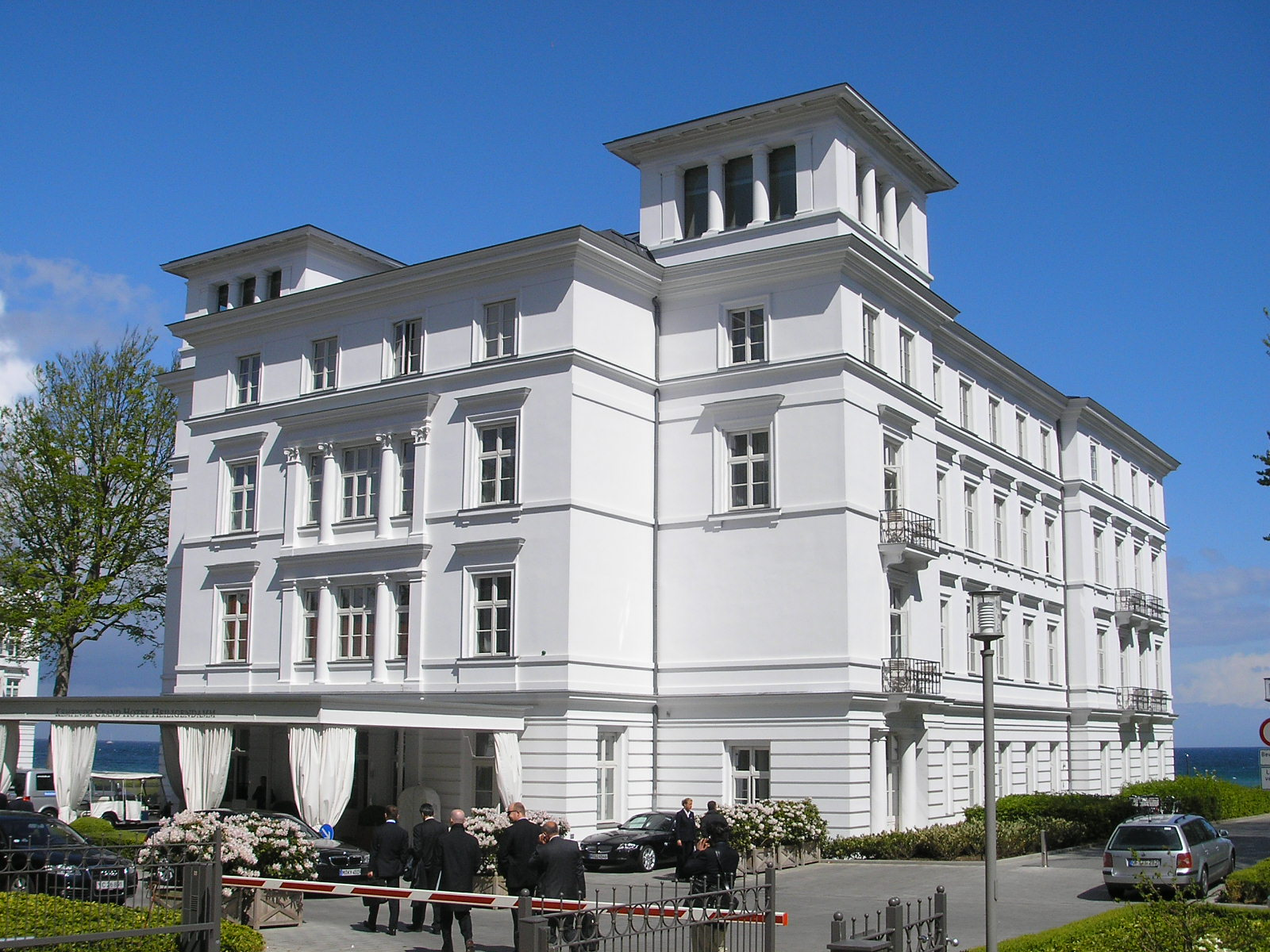
Grand Hotel i Heiligendamm

Heiligendamm är en stadsdel i Bad Doberan vid Mecklenburg-Vorpommerns Östersjökust. Heiligendamm är Tysklands äldsta kurbadort och kallas på grund av de strandnära, från havet synliga, vita huset die Weiße Stadt am Meer, den vita staden vid havet. 2007 ägde ett G8-möte rum där.

## Historia
Kurorten Heiligendamm grundades 1793 av storhertig Fredrik Frans I. Under arton- och nittonhundratalet präglades platsen av den besökande europeiska högadeln. Även den ryska tsarfamiljen var återkommande gäster. 1886 anslöts badorten till den nya smalspåriga järnvägen till Bad Doberan. Sträckan förlängdes 1910 fram till badorten Arendsee, som låg väster om Heiligendamm.
Efter andra världskriget blev Heiligendamm en del av Östtyskland och en skola för industridesign ("Fachschule für angewandte Kunst").

## Galleri

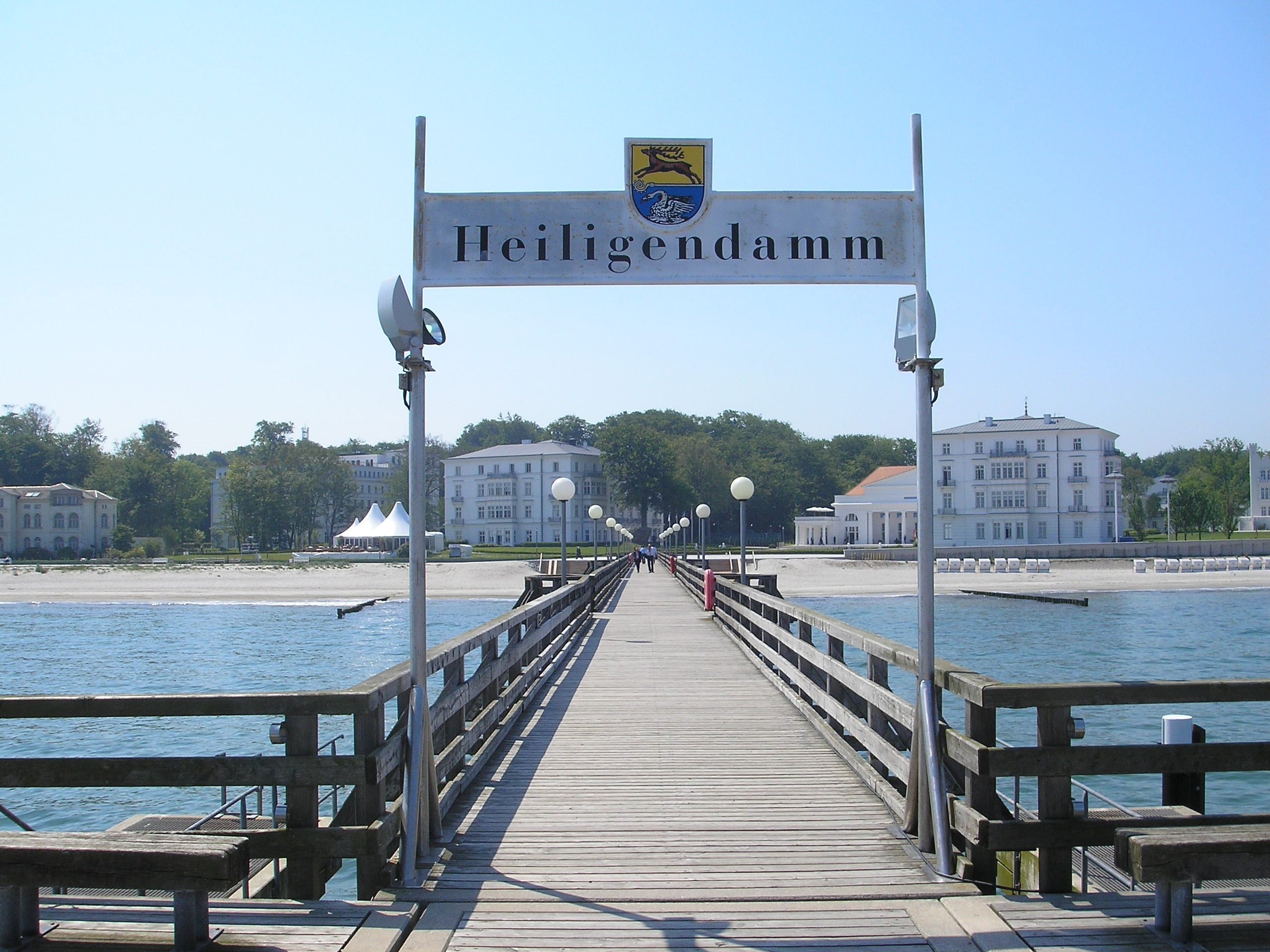
Heiligendamms pir
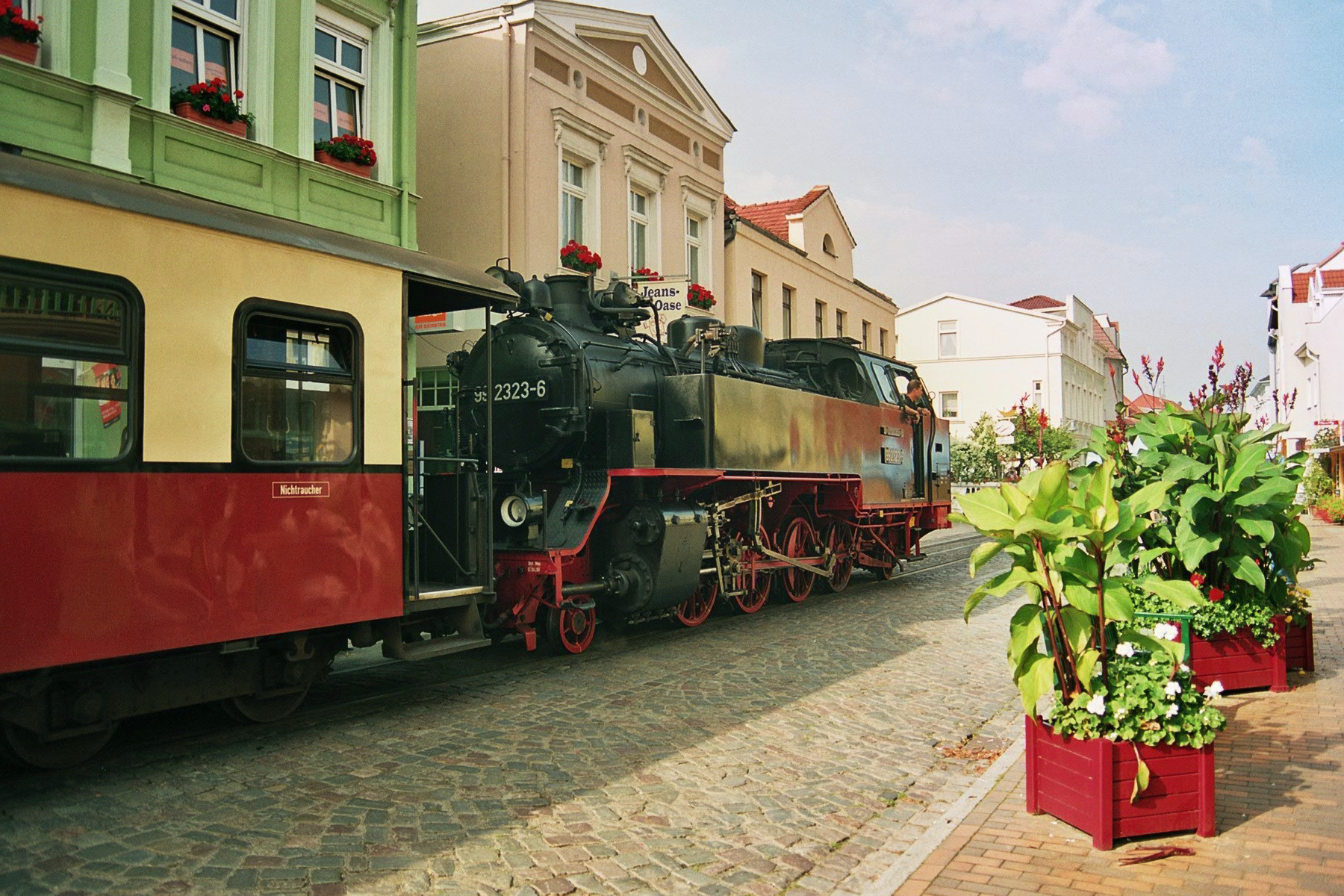
"Molli" i Bad Doberan
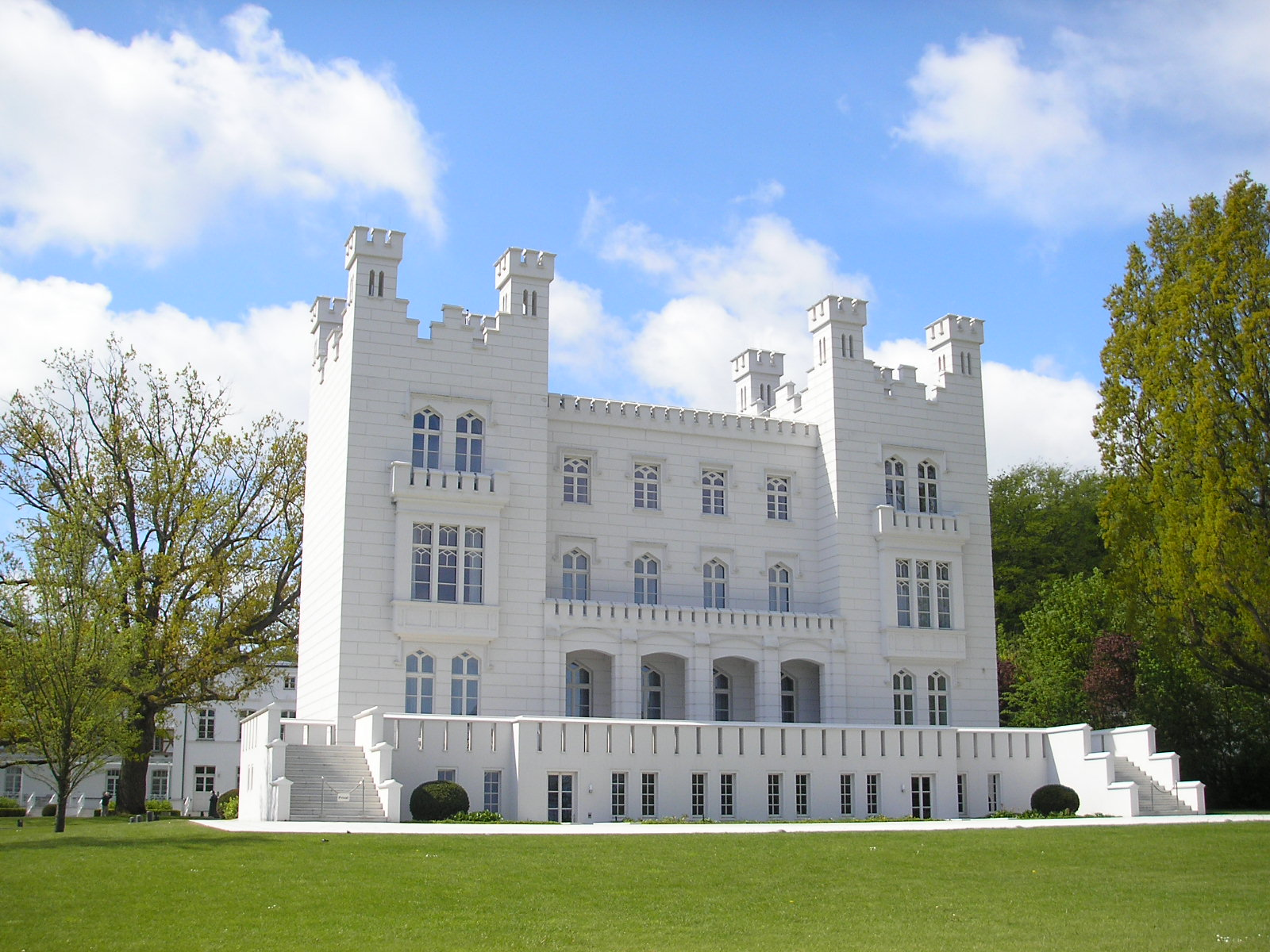
"Burg Hohenzollern"